# Katherine Copeland
Katherine Sarah Copeland (1 de desembre de 1990), membre de l'Orde de l'Imperi Britànic  (MBE), és una remadora anglesa. El 2012 va ser seleccionada per representar a Gran Bretanya als Jocs Olímpics de Londres en l'especialitat de doble scull lleuger al costat de la seva companya Sophie Hosking. Ambdues van obtenir la medalla d'or.

## Vida personal
Va néixer a Ashington, i quan tenia 14 anys va aprendre a remar a l'Escola Yarm. És membre del Tees Rowing Club, en Stockton-on-Tees.
Com a professora treballa en un centre per a nens autistes a Three Wings Trust.
Va rebre l'Ordre de l'Imperi Britànic (MBE) el 2013 pels seus serveis al rem.